# São Paio de Oleiros
Pour les articles homonymes, voir São Paio et Oleiros.
São Paio de Oleiros est une paroisse civile portugaise (en portugais : freguesia) de la municipalité de Santa Maria da Feira dans le district d'Aveiro.

## Géographie
São Paio de Oleiros est située au nord-ouest de la municipalité de Santa Maria da Feira, entre l'autoroute A1 et l'itinéraire complémentaire 1. Son territoire est limitrophe de la municipalité d'Espinho.

## Histoire
Le nom de la paroisse est attesté depuis au moins 1200 (Santi Pelagij de Oleyros) et fait référence à Saint Pélage (en portugais : São Paio) et aux nombreux potiers (oleiros) de cette région abondant en argile.
Au XIXe siècle s'y implantent une importante papeterie puis une filature de coton.
De 1926 à 1928, São Paio de Oleiros est brièvement rattachée à la municipalité d'Espinho.

## Démographie
Lors du recensement de 2021, São Paio de Oleiros compte 3 661 habitants.